# 이사벨라 뢰빈

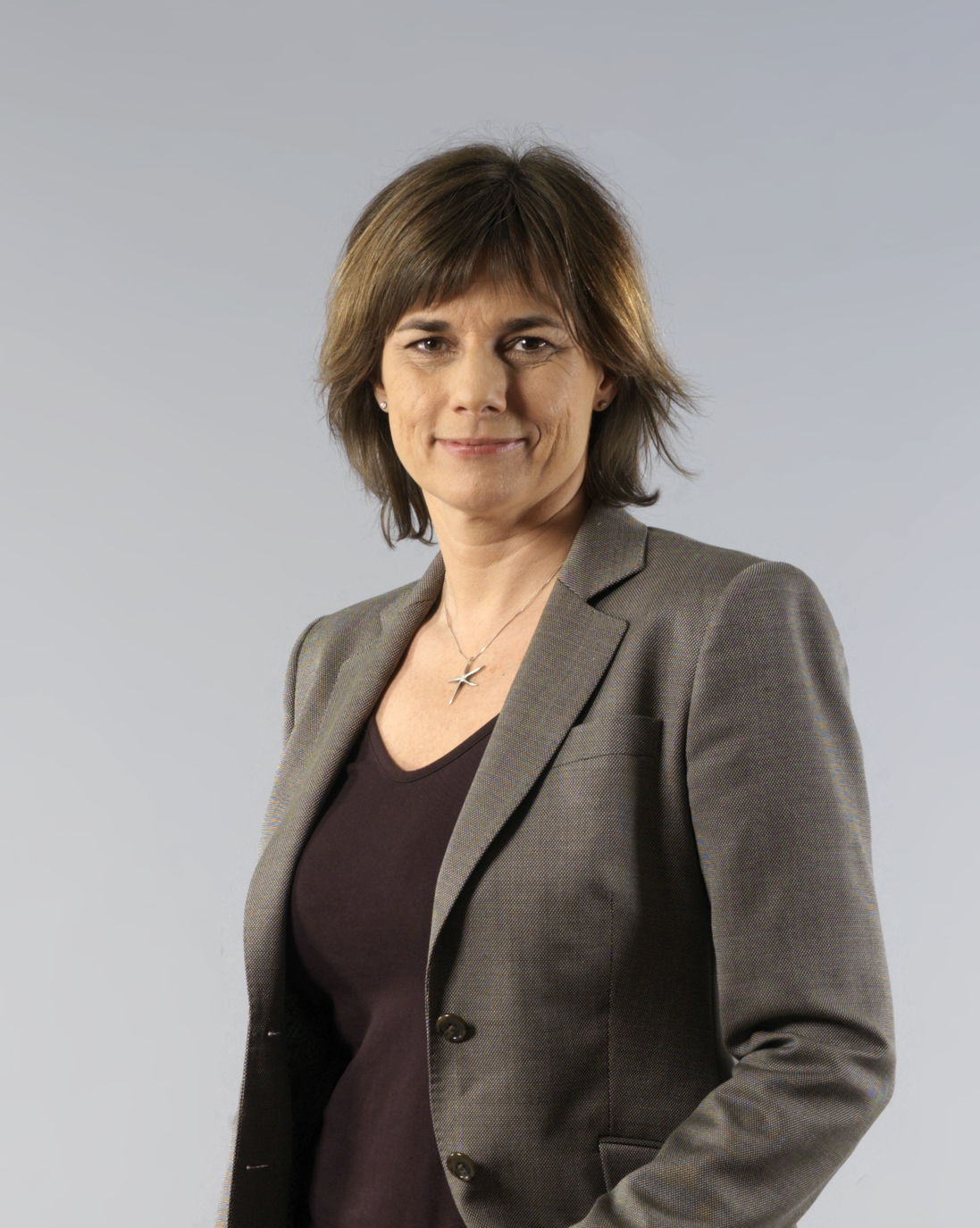
이사벨라 뢰빈

이사벨라 뢰빈(스웨덴어: Isabella Lövin, 1963년 2월 3일 ~ )은 스웨덴의 정치인으로, 당적은 녹색당이다. 2014년부터 2019년까지 대내개발협력부 장관이었으며, 2016년부터 부총리 및 녹색당 공동대변인이다.
작가이자 언론인인 그는 2009년부터 2014년 10월까지 유럽의회 의원직을 지냈으며, 이 시절 어업 분야에 전문적으로 활동했다. 어업 관련 기사들을 주로 써왔으며, 이 덕에 스웨덴 언론대상으로부터 수상을 받았다.